# Bragehallen

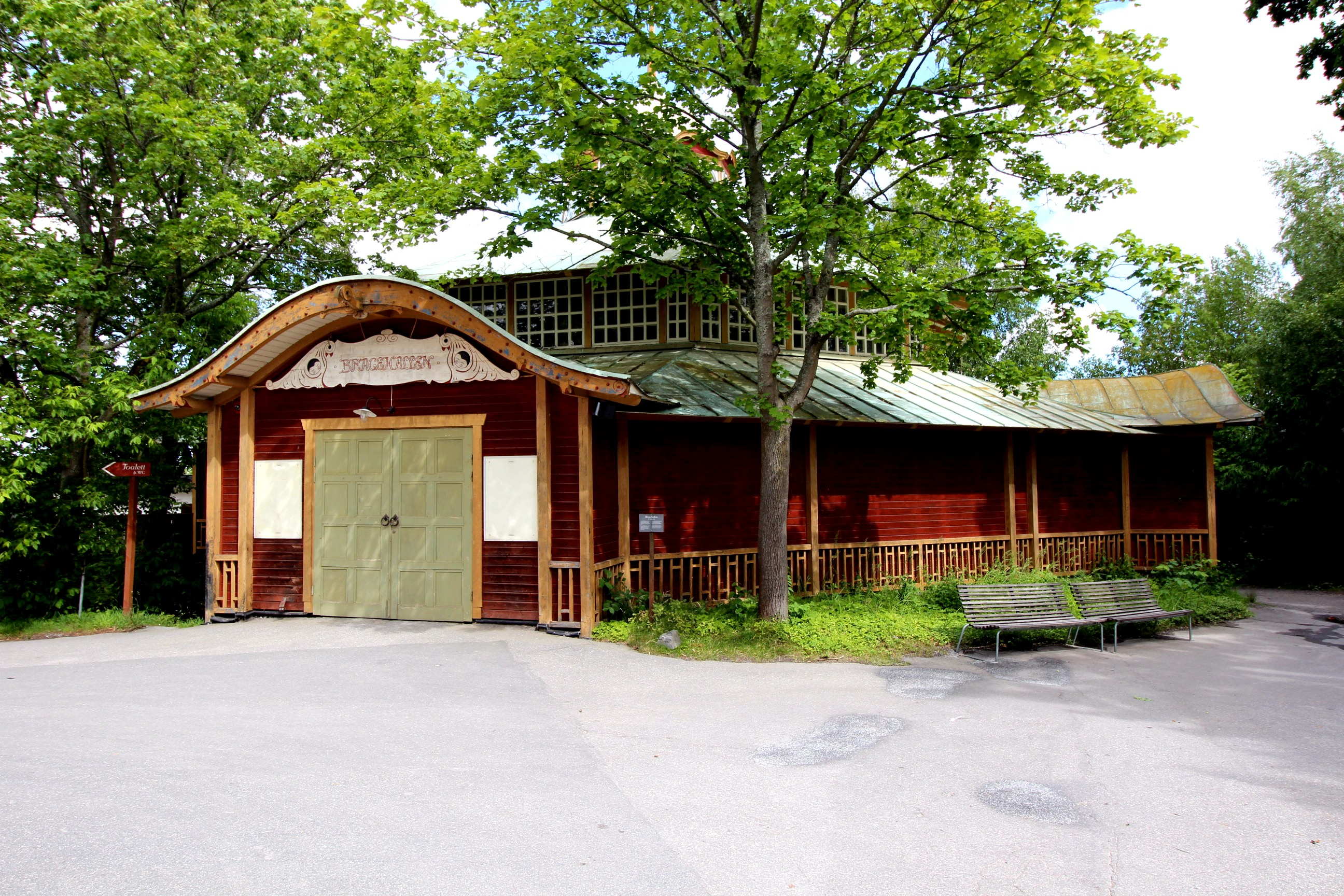
Bragehallen på Skansen.

Bragehallen är en historisk byggnad på friluftsmuseet Skansen i Stockholm. Den åttkantiga hallen uppfördes till Stockholmsutställningen 1897 som Stockholms bryggeriernas gemensamma ölhall. Den ritades av arkitekten Carl Westman. Efter utställningen skänktes hallen till Skansen och lanserades med namnet Bragehallen. Bragehallen användes först främst som serveringslokal men med åren har den nyttjats mest för teater- och cirkusändamål.